# 6051 Anaximenes
6051 Anaximenes è un asteroide della fascia principale. Scoperto nel 1992, presenta un'orbita caratterizzata da un semiasse maggiore pari a 3,1728002 UA e da un'eccentricità di 0,1534715, inclinata di 18,08732° rispetto all'eclittica.